# Norbert Meyer

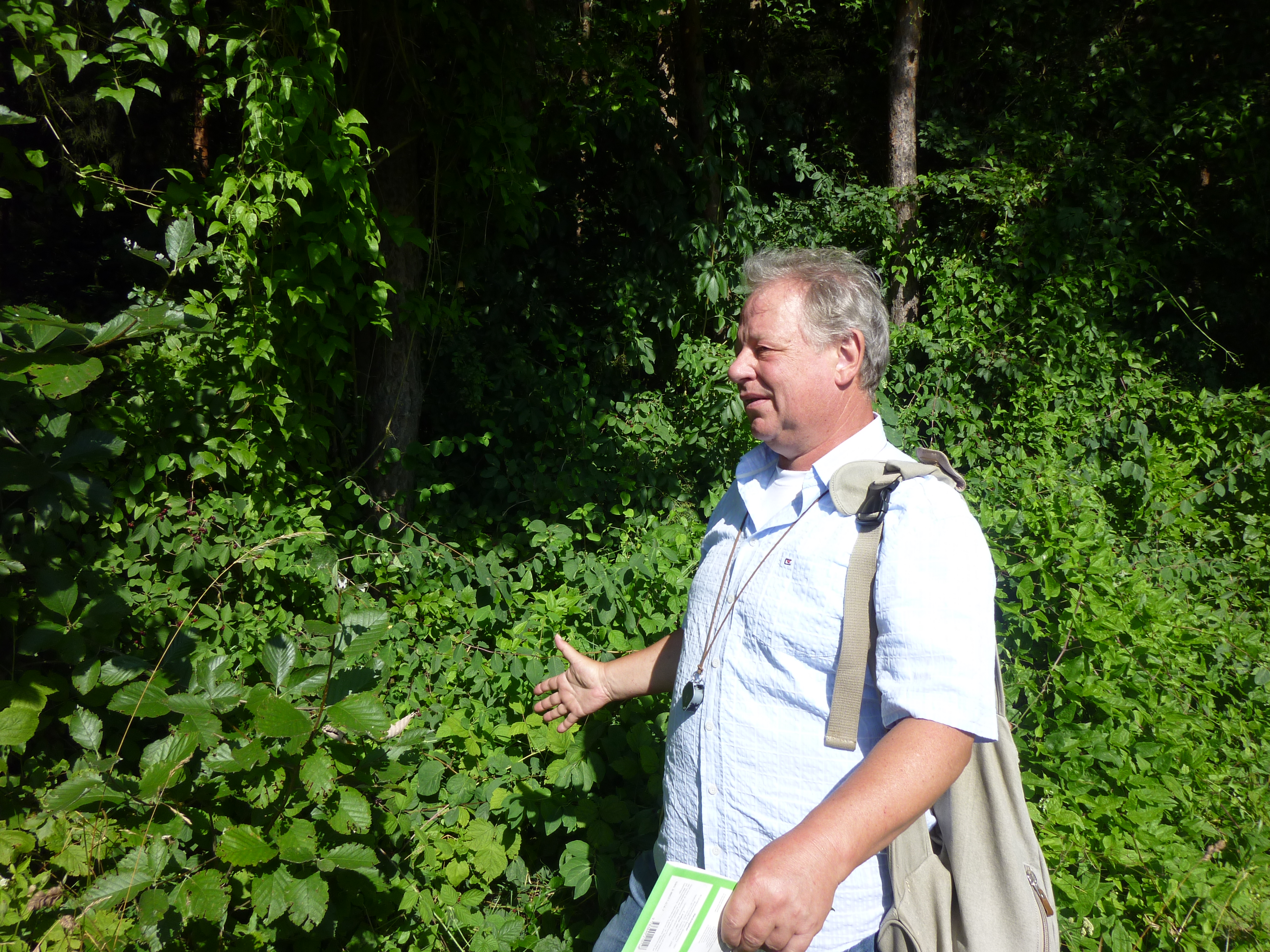
Norbert Meyer

Norbert Meyer (* 20. Mai 1954 in Nürnberg) ist ein deutscher Botaniker und Vegetationskundler. Sein botanisches Autorenkürzel lautet „N. Mey.“

## Werdegang
Meyer ist Sohn des Baupoliers Wilhelm F. Meyer. Nach dem Abitur 1973 studierte er an der Friedrich-Alexander-Universität Erlangen-Nürnberg Biologie und Chemie für Lehramt an Gymnasien und schloss mit dem 1. Staatsexamen ab. 1982 bestand er das Diplom in Biologie. Seitdem war er freiberuflich tätig, seit 1984 Gesellschafter eines Instituts für Vegetationskunde und Landschaftsökologie. Mittlerweile befindet sich Meyer im Ruhestand.
Norbert Meyer hat bedeutende taxonomischen Arbeiten zu den kritischen Gattungen Hieracium (Habichtskräuter) und Sorbus (Mehlbeeren) veröffentlicht, beschäftigt sich mit der Erfassung von stark gefährdeten Gefäßpflanzen und von historischen Obstsorten (Schwerpunkt: Kernobst). Er arbeitet bei der Floristischen Kartierung Bayerns, dem Verein zur Erforschung der Flora des Regnitzgebiets, der Regensburger Botanischen Gesellschaft, der Bayerischen Botanischen Gesellschaft sowie dem Projekt Neue Flora von Bayern mit. Bei der Gesellschaft zur Erforschung der Flora Deutschlands leitet er die Arbeitsgruppe Sorbus.
Meyer ist Kurator des Herbariums der Naturhistorischen Gesellschaft Nürnberg.
Nach ihm benannt ist Meyers Mehlbeere (Sorbus meyeri S. Hammel & Haynold) und die neue Mehlbeerengattung Normeyera Sennikov & Kurtto.

## Werke (Auswahl)
- Sorbus. In: Rothmaler – Exkursionsflora von Deutschland – Gefäßpflanzen, Kritischer Ergänzungsband. 11. Aufl., Springer, Berlin Heidelberg 2016, Seiten 113–130, ISBN 978-3-8274-3131-8.
- zusammen mit G. Gottschlich, Ch. Reisch: Neue Hieracium-Taxa aus dem südöstlichen Frankenjura. In: Ber. Bayer. Bot. Ges. 85, München 2015, Seiten 57–72.
- zusammen mit T. Gregor, L. Meierott, J. Paule: Diploidy suggests hybrid origin and sexuality in Sorbus subgen. Tormaria from Thuringia, Central Germany. In: Plant Systematics and Evolution. Vol. 300, Springer, Wien 2014, Seiten 2169–2175.
- zusammen mit L. Meierott, H. Schuwerk, O. Angerer: Beiträge zur Gattung Sorbus in Bayern. In: Ber. Bayer. Bot. Ges., Sonderband, München 2005, Seiten 5–216.
- zusammen mit D. Theisinger: Das Hain-Hungerblümchen – Draba nemorosa L. – ein Neufund für Nordbayern. In: Natur und Mensch – Jahresmitt. Naturhist. Ges. Nürnberg, 1997, Seiten 75–76.
- zusammen mit R. Suck: Zur Verbreitung und Soziologie von Sorbus franconica J. Bornm. ex Düll und Sorbus pseudothuringiaca Düll in Franken. In: Ber. Bayer. Bot. Ges. 61, München 1990, Seiten 181–198.
- zusammen mit M.Feulner, T. Voss, T. Rich, T. Gregor, J. Paule: Sorbus dubronensis, eine neue endemische Art aus der Untergattung Aria (Sorbus s. l., Rosaceae) für Süddeutschland, und ihre Abgrenzung zu verwandten Arten. – Ber. Bayer. Bot. Ges. 90, Seiten 83–106, 2020

## Neu beschriebene Pflanzenarten
Er beschrieb eine Reihe neuer Taxa:
- Wiesbauer-Habichtskraut, Schambach-Unterart (Hieracium hypochoeroides subsp. rivulicola N. Mey., Gottschl. & Reisch)
- Wiesbauer-Habichtskraut, Jachenhausen-Unterart (Hieracium hypochoeroides subsp. venatovicianum N. Mey., Gottschl. & Reisch)
- Verbleichendes Habichtskraut, Kipfenberg-Unterart (Hieracium pallescens subsp. schuhwerkii N. Mey., Gottschl. & Reisch)
- Ades Mehlbeere (Sorbus adeana N. Mey.)
- Allgäuer Zwerg-Mehlbeere (Sorbus algoviensis N. MEY.)
- Hügel-Mehlbeere (Sorbus collina M. Lepsi, P. Lepsi & N. Mey.)
- Kordigast-Mehlbeere (Sorbus cordigastensis N. Mey.)
- Tauber-Mehlbeere (Sorbus dubronensis N. Mey., Feulner & T.C.G. Rich)
- Dörrs Zwerg-Mehlbeere (Sorbus doerriana N. Mey.)
- Eichstätter Mehlbeere (Sorbus eystettensis N. Mey.)
- Ries-Mehlbeere (Sorbus fischeri N. Mey.)
- Gaucklers Mehlbeere (Sorbus gauckleri N. Mey.)
- Harz' Mehlbeere (Sorbus harziana N. Mey.)
- Hohenesters Mehlbeere (Sorbus hohenesteri N. Mey.)
- Hoppes Mehlbeere (Sorbus hoppeana N. Mey.)
- Meierotts Mehlbeere (Sorbus meierottii N. Mey.)
- Mergenthalers Mehlbeere (Sorbus mergenthaleriana N. Mey.)
- Gößweinsteiner Mehlbeere (Sorbus pulchra N. Mey.)
- Regensburger Mehlbeere (Sorbus ratisbonensis N. Mey.)
- Schnizleins Mehlbeere (Sorbus schnizleiniana N. Mey.)
- Schuwerks Mehlbeere (Sorbus schuwerkiorum N. Mey.)
- Schwarz’ Mehlbeere (Sorbus schwarziana N. Mey.)